# Dorydrilus
Dorydrilus (von griechisch Wort δόρυ „Speer“ und δρίλος „Regenwurm“) ist der Name einer Gattung von Wenigborstern, der einzigen Gattung der monogenerischen Familie Dorydrilidae in der Ringelwurm-Klasse der Gürtelwürmer (Clitellata), deren drei Arten vor allem im Grundwasser und in Höhlen in Europa verbreitet sind.

## Merkmale
Der Körper der Dorydrilidae hat an jedem Segment außer dem ersten Segment 4 Bündel mit je 2 einfachspitzigen, s-förmigen Borsten.
Die Tiere haben ein Paar Hoden im 9. Segment (an der Scheidewand zum 8.) und ein Paar Eierstöcke im 10. Segment (an der Scheidewand zum 9.). Die Receptacula seminis münden im 10. oder im 11. Segment oder in beiden nach außen. Das Paar der männlichen Geschlechtsöffnungen befindet sich im 10. Segment und ist plesiopor, denn vom Paar der Hodentrichter im 9. Segment führen die beiden Spermienleiter zum Paar der muskulösen, eiförmigen männlichen Atrien im 10. Segment. Das Paar der weiblichen Geschlechtsöffnungen befindet sich in der Furche zwischen dem 10. und dem 11. Segment.

## Verbreitung, Lebensraum und Lebensweise
Die Dorydrilidae sind in den gemäßigten Breiten in Europa verbreitet. Sie sind Süßwasserbewohner und vor allem im hyporheischen Interstitial von Fließgewässern, im Grundwasser und in Höhlen zu finden.

## Systematik
Édouard Émile Piguet beschrieb 1913 auf Grundlage eines Fundes im hyporheischen Interstitial des Allondon bei Genf die Typusart Dorydrilus michaelseni gleichzeitig mit der Gattung Dorydrilus, die er in die Familie Lumbriculidae stellte. Mit dem Gattungsnamen nahm er auf die speerartige Gestalt des Ringelwurms Bezug (griechisch Wort δόρυ „Speer“ und δρίλος „Regenwurm“), während er mit dem Artepitheton den Zoologen Wilhelm Michaelsen ehrte. David G. Cook richtete 1971 auf Grund der abweichenden Struktur der Geschlechtsorgane die monogenerische Familie Dorydrilidae ein.
Nach der Systematik der Oligochaeta von 1988 von Barrie G. M. Jamieson gehören die Dorydrilidae mit der einzigen Gattung Dorydrilus zur Ordnung Tubificida, doch wird dieses Taxon auf Grundlage von Arbeiten von Erséus und Källersjö von 2004 nicht mehr als monophyletisch betrachtet.
Zur Gattung Dorydrilus gehören folgende 3 Arten:
- Dorydrilus michaelseni Piguet, 1913
- Dorydrilus mirabilis Hrabě, 1936
- Dorydrilus tetrathecus Hrabě, 1960

Dorydrilus wiardi Michaelsen, 1933 ist dagegen heute als Guestphalinus wiardi in die Familie Lumbriculidae eingeordnet.